# 奥谷喬司
奥谷 喬司（おくたに たかし、1931年9月15日 - 2025年1月10日）は、日本の動物学者、東京水産大学名誉教授。専門は軟体動物の分類・生態・資源。

## 略歴
福岡県門司市（現：北九州市門司区）出身。1954年東京水産大学増殖学科卒業、1966年「相模湾およびその周辺海域の深海性貝類の分類、分布生態ならびに古生態学的関連についての研究」で東京大学より理学博士の学位を取得。
1954年水産庁東海区水産研究所、1961年から1962年米国スクリプス研究所に学び、1979年国立科学博物館動物研究所研究室長、1984年東京水産大学教授となり、1996年定年退官、名誉教授、日本大学生物資源科学部教授、海洋科学技術センター。日本貝類学会元会長。
2025年1月10日死去。93歳没。

## 著書
- 『学研の図鑑 52 貝』（学習研究社） 1981
- 『日本の貝 自然観察シリーズ 生態編』（小学館） 1983
- 『貝がらのずかん』（鮎川万絵、さ・え・ら書房、やさしい科学） 1986
- 『Epicurean貝 美食主義者の貝エピキュリアン 貝は海の恵み 母なるものの味わい』（日本出版社） 1987
- 『イカはしゃべるし、空も飛ぶ 面白いイカ学入門』（講談社、ブルーバックス） 1989
- 『泳ぐ貝、タコの愛 軟体動物のふしぎな生態』（晶文社） 1991
- 『原色世界イカ類図鑑』（全国いか加工業協同組合） 1995
- 『軟体動物二十面相』（東海大学出版会） 2003
- 『日本の貝 1 (巻貝) 』（学習研究社、フィールドベスト図鑑） 2006
- 『日本の貝 2 (二枚貝・陸貝・イカ・タコほか)』（学習研究社、フィールドベスト図鑑 v.1） 2006
- 『新編世界イカ類図鑑』（東海大学出版部） 2015

### 共編著・監修
- 『魚と貝の図鑑』（阿部宗明共著、天木茂晴等絵、講談社、講談社の学習大図鑑） 1958
- 『日本の貝 原色・自然の手帖』（竹村嘉夫共著、講談社、ブルーバックス） 1967
- 『磯の生物 原色・自然の手帖』（竹村嘉夫, 鈴木克美共著、講談社、ブルーバックス） 1967
- 『もっともくわしい魚貝生態図鑑』（竹村嘉夫共著、朝日ソノラマ） 1975
- 『貝類』（解説、楚山勇写真、東海大学出版会、フィールド図鑑） 1987
- 『♂♀のはなし さかな』（多紀保彦共編著、技報堂出版） 1991
- 『貝・水の動物 新訂版』（今島実, 重井陸夫, 武田正倫共指導・執筆、学習研究社、学習科学図鑑） 1994
- 『タコは、なぜ元気なのか タコの生態と民俗』（神崎宣武共編著、草思社） 1994
- 『新水産学全集 6 水産無脊椎動物 2 有用・有害種各論』（編、恒星社厚生閣） 1994
- 『海辺の生きもの』（編著、楚山勇写真、山と渓谷社、山渓フィールドブックス） 1994
- 『サンゴ礁の生きもの』（編著、楚山勇写真、山と渓谷社、山渓フィールドブックス） 1994
- 『イカの春秋 サイエンスエッセイ』（編著、成山堂書店） 1995
- 『貝のミラクル 軟体動物の最新学』（編著、東海大学出版会） 1997
- 『日本動物大百科 第7巻 無脊椎動物』（武田正倫, 今福道夫共編、平凡社） 1997
- 『貝の和名』（岡本正豊共著、相模貝類同好会） 1997
- 『水棲無脊椎動物の最新学』（太田秀, 上島励共編、東京大学出版会） 1999
- 『軟体動物学概説』（波部忠重, 西脇三郎共編、サイエンティスト社） 1999
- 『日本近海産貝類図鑑』（編著、東海大学出版会） 2000
- 『ホタルイカの素顔』（編著、東海大学出版会） 2000
- 『エビの栄養・イカの味・貝の生態 水産無脊椎動物の生物学・栄養・機能成分』（鈴木たね子共著、アボック社、日大生物資源科学資料館双書） 2001
- 『黒装束の侵入者 外来付着性二枚貝の最新学』（梶原武共監修、日本付着生物学会編 、星社厚生閣） 2001
- 『虫の名、貝の名、魚の名 和名にまつわる話題』（青木淳一, 松浦啓一共編著、東海大学出版会） 2002
- 『イカ その生物から消費まで 3訂版』（奈須敬二, 小倉通男共編、成山堂書店） 2002
- 『潜水調査船が観た深海生物 深海生物研究の現在 海洋研究開発機構』（藤倉克則, 丸山正共編著、東海大学出版会） 2008
- 『貝のふしぎ図鑑 身近な生きものにしたしもう おどろきいっぱい!』（監修、PHP研究所） 2008
- 『新鮮イカ学』（編著、東海大学出版会） 2010
- 『日本のタコ学』（編著、東海大学出版会） 2013
- 『美しい貝殻 海辺で見つかる「小さな宝もの」ガイド』（監修、学研の図鑑） 2015
- 『ニッポン貝人列伝 時代をつくった貝コレクション』（監修、LIXIL出版） 2017
- 『深海の生きもの』（尼岡邦夫共監修、講談社、講談社の動く図鑑 EX MOVE） 2017
- 『水の中の生きもの』（監修、講談社、講談社の動く図鑑 MOVE） 2018

### 翻訳
- 『プランクトンの世界 海の生産を支えるもの』（A・オール, S・マーシャル、講談社、ブルー・バックス） 1972
- 『エコロジーの幻想 アメリカの公害論争とその反論』（サイ・A・アドラー、佑学社） 1974
- 『貝 その文化と美』（H・スティックスほか、H・ランドショフ撮影、朝倉書店） 1980
- 『世界海産貝類大図鑑』（R・T・アボット, S・P・ダンス、波部忠重共監訳、平凡社） 1985
- 『海の王国 地球に生きる・地球と生きる』（National Geographic Society 編、監訳、同朋舎出版） 1993